# Ueschersdorf
Ueschersdorf ist ein Gemeindeteil des Marktes Burgpreppach im unterfränkischen Landkreis Haßberge in Bayern.

## Geographische Lage
Das Kirchdorf Ueschersdorf liegt nordwestlich von Burgpreppach. Südlich von Ueschersdorf verläuft in Nordost-Südwest-Richtung die B 303. Die durch den Ort verlaufende Kreisstraße HAS 40 führt westwärts nach Erlsdorf und ostwärts nach Birkach. Nach Süden zu ist der Ort mit Fitzendorf verbunden.

## Geschichte
Die älteste bekannte urkundliche Erwähnung von Ueschersdorf erfolgte im Jahr 1231 als „Eusirdorf“. Der Ortsname entwickelte sich aus dem mittelhochdeutschen nuescher (Spange, Trog) und bedeutet somit Dorf eines Spangen- oder Trogmachers.
In der Folgezeit war der Ort mehrmals im Besitz von Lehnsherren aus der Familie der Ritter von Lichtenstein. Im Jahr 1394 wechselte der Besitz vom Herzog Swatibor I. an das Hochstift Würzburg und dann an den Landgrafen von Thüringen.
Die evangelische Gemeinde des Ortes gehört zur Pfarrei Ditterswind. Im Jahr 1601 entstand der Turm der örtlichen Kirche, deren Bau im Jahr 1603 vollendet war. Das Langhaus wurde 1866 erneuert.
Im Jahr 1632 wurde Ueschersdorf während des Dreißigjährigen Krieges von einem von Ebern kommenden, 600 Mann starken Heer in Brand gesteckt; das Vieh wurde nach Haßfurt getrieben.
Im Rahmen der Säkularisation kam Ueschersdorf im Jahr 1803 in den Besitz des toskanischen Großfürsten Ferdinand III. Gemäß einem Staatsvertrag zwischen dem Großherzogtum Würzburg und dem Herzogtum Sachsen-Hildburghausen wurde 1807 das Ganerbendorf Uschersdorf, das zuvor auch zum sächsischen Amt Königsberg gehört hatte, an Würzburg abgetreten. 1814 fiel das Großherzogtum Würzburg größtenteils an das Königreich Bayern.
Am 1. Mai 1978 wurde die Gemeinde Üschersdorf im Rahmen der Gebietsreform in Bayern nach Burgpreppach eingemeindet.